# Вагилевич Іван Миколайович
Іва́н Микола́йович Вагиле́вич (пол. Iwan Wahylewycz; псевд. і крипт.: Вагилевич Далибор, Волк Заклика; 2 вересня 1811, с. Ясень, нині Калуський район, Івано-Франківська область — 10 червня 1866, м. Львів) — український поет, філолог, фольклорист, етнограф, громадський діяч, греко-католицький священник. Один з авторів альманаху «Русалка Дністровая».

## Життєпис
Народився у родині пароха в селі Ясень (нині Калуського району Івано-Франківської області, Україна, тоді Королівство Галичини та Володимирії, Австрійська імперія).
Закінчив нормальну школу в Бучачі, потім — цісарсько-королівську гімназію Станиславова (1829). Навчався у Львівській духовній семінарії, яку закінчив 1839 року. Під час навчання брав участь у польських конспіративних організаціях.
Був одним із зачинателів нової української літератури в Галичині. Співавтор збірок «Зоря» 1835 року (заборонена цензурою) та «Русалка Дністровая» 1837 року, (дозволена цензурою Угорського королівства і видана у Будапешті, однак заборонена цензурою Греко-Католицької Церкви). 1833 року разом з Маркіяном Шашкевичем і Яковом Головацьким організував «Руську трійцю». Через діяльність у ній Івана Вагилевича висвятили на священика лише через сім років після того, як він завершив семінарію.
У 1846–1848 роках був душпастирем у селі Нестаничі (тепер Шептицького району). За даними Романа Горака, перший його запис в метричних книгах парафії — від 14 листопада 1846 року, останній — 23 серпня 1848 року. Сюди був скерований митрополичою консисторією за сприяння митрополита Михайла Левицького, перебував під наглядом графині Коморовської. Проживав у тому самому будинку, що М. Шашкевич. 
Під час «весни народів» Іван Вагилевич 1848 року самовільно покинув парафію та виїхав до Львова. Він перейшов на полонофільські позиції: проповідував ідею польсько-українського союзу під зверхністю Польщі, став редактором газети угруповання полонізованої української шляхти «Собор Руський» — «Дневник руський» і сформулював на її шпальтах програмні засади модерного українського націоналізму.
Після розгрому революціонерів кардинал Михайло (Левицький) позбавив Івана Вагилевича духовного сану за самовільне покидання ним парафії. У цій ситуації Іван Вагилевич вирішив перейти на лютеранство. Так він втратив підтримку своїх покровителів — князя Леона Сапіги та графа Мавриція Дідушицького — куратора бібліотеки Оссолінських (тепер — Львівська національна наукова бібліотека України імені Василя Стефаника НАН України), який наполіг на його звільненні. Вагилевич пропрацював лише дев'ять місяців у 1851 році на посаді кустоша (директора) бібліотеки.
Іван Вагилевич ледве зводить кінці з кінцями, тяжко працюючи, аби прогодувати дружину та дітей: був перекладачем української мови, друкував статті в «Газеті львівській», коригував виступи депутатів Галицького сейму, з 1862 року недовго працював перекладачем «Крайового виділу». Брав участь у підготовці нового видання словника польської мови Лінде. 1862 року одержав посаду міського архіваріуса, на якій працював до самої смерті.
Іван Вагилевич помер 10 травня 1866 року у Львові. Короткий некролог надрукували в газеті «Слово». Його могилу на Личаківському цвинтарі розшукати неможливо. На полі № 5 стоїть гранітний обеліск із  надписом його імені українською мовою. Проте є твердження, що ця могила не автентична. Зокрема, Роман Горак стверджував про встановлення 1987 року цього обеліска як символічного неподалік могил Маркіяна Шашкевича й Івана Франка.

## Сім'я
Дружина — Амалія, померла 3 лютого 1882 року в 55-річному віці. Останні роки мешкала по вулиці Каліча Гора, 4. Діти:
- Володимир, учень класичної гімназії, помер 11 березня 1863 року в 16-річному віці
- Михайло, помер 3-річним 5 січня 1864 року.

З родиною мешкав певний час у будинку Тадея Василевського на вулиці Каліча Гора, 5.

### Наукова діяльність
Писав українською та польською мовами. Перекладав також із чеської мови. Основна його мовознавча праця «Граматика малоруської мови в Галичині» (1844 року, опублікована 1845 року, польською мовою) відіграла помітну роль у лінгво-дидактиці краю. Інша праця — «Розправа про південно-руську мову» (1843, польською мовою) залишилася у рукописові.
Попри складні життєві обставини він не покидав своїх наукових занять і плідно співпрацював з Авґустом Бельовським на ниві історичної науки, передусім джерелознавства. Зокрема, Вагилевич взяв участь у виданні фундаментальних видань «Akta grodzkie i ziemskie» та «Monumenta Poloniae Historica». Писав також власні праці, які мають зразкове джерелознавче підґрунтя.
Підготував опис дако-романської мови з додатком дакійсько-польського словника «Наука про дакійсько-романську мову» (не опублікована, польською мовою). Збирав і опрацьовував лексичні матеріали для словників, зокрема, українсько-німецько-латинського.
Етнографічні праці — «Гуцули, мешканці Східного Прикарпаття» (1837 р.), «Бойки, русько-слов'янський люд у Галичині» (1839 р.) та «Лемки, мешканці Західного Прикарпаття» (1841 р.) — містять цінний діалектичний матеріал.
З етнографічними працями Івана Вагилевича пов'язується початок наукового вивчення мови і культури Гуцульщини.

## Творчі набутки
Автор романтичних балад, поезій у прозі, серії статей про українську літературу. Перекладав «Слово о полку Ігоревім» українською і польською мовами, давши науковий коментар (опубліковано у ЗНТШ, т. 234. Праці філологічної секції. — Л., 1997).
З 1835 року і до кінця життя здебільшого як учений друкував свої цікаві фольклорно-етнографічні та історичні розвідки в руських (українських), чеських і польських виданнях («Русалка Дністровая», «Часопис чеського музею», «Варшавська бібліотека», «Бібліотека Оссолінських», «Родинне коло», «Дневник Руський», «Gazeta Lwówska» та іншій місцевій періодиці). Наукова спадщина Івана Вагилевича досі не зібрана та не досліджена.
- Співавторство «Русалки Дністрової» → 1837 році
- «Гуцули, мешканці Східного Прикарпаття» → 1837 році
- «Бойки, русько-слов'янський люд у Галичині» → 1839 році
- «Лемки, мешканці Західного Прикарпаття» → 1841 році
- «Про упирів та відьом» → 1840 році
- «Монастир Скит у Маняві» → 1848 році
- «Замітки о руській літературі» → 1840 році
- «Наука про дакійсько-романську мову» → 1845 році
- Вагилевич І. Дакійсько-романська мова // Переклад, упорядкування, передмова та додатки Євгена Мельника. — Дрогобич,2023. — 48 с.
- «Граматика малоруської мови в Галичині» → 1844 році
- «Розправа про південно-руську мову» → 1843 році
- «Замітки о руській літературі» → 1848 році
- «Початкові правила малоруської граматики» → 1846 році
- Літературна розвідка «Передговор к народним руським пісням» (передмова з Русалки Дністрової)
- Співавторство «Akta grodzkie i zemskie» та «Monumenta Poloniae Historica»
- Поезії з «Русалки Дністрової»
- Вагилевич В. Грамматика языка малорусского в Галиции / сочиненные Иваном Вагилевичем. —– Львов: Печатано в Ин-те Ставропиг., 1845. — 190 с. [Архівовано 19 вересня 2020 у Wayback Machine.]
  - «Мадей»
  - «Жулин і калина»
  - «Колядки» (ймовірні Вагилевичеві обробки із Русалки Дністрової)
  - «Ладкані» (ймовірні Вагилевичеві обробки із Русалки Дністрової)
  - «Гагілки» (ймовірні Вагилевичеві обробки із Русалки Дністрової)

- Переклади на польську та руську-українську мови:
  - «Дочка Слави» → поема чеського письменника Яна Коллара → !!! році
  - «Краледворський рукопис» → окремі твори В. Ганки та Й. Лінди → !!! році
  - «Слова о полку Ігоревім» → на українську та польську мови → !!! → !!! році
  - «Повість минулих літ» → на польську мову → !!! році

## Цікавий факт
Граф Маврицій Дідушицький у передмові до свої праці «Kronika domowa Dzieduszyckich (1865)» висловив вдячність Івану Вагилевичу за допомогу в її написанні.

## Вшанування Івана Вагилевича
Незважаючи на всю суперечливість життя та творчості, Іван Вагилевича все ж є для українців шанованою персоною, будучи одним із зачинателів українського руху просвітництва та першовідкривачем багатьох фольклорних українських тематик. Тому в багатьох містах та селах України шанують учасника «Руської трійці»: називають його іменем вулиці, ставлять меморіальні дошки та пам'ятники.
31 грудня 2013 року в Івано-Франківську відкрили перший у світі пам'ятник «Руській Трійці». Серед постатей на пам'ятнику є, звісно, Іван Вагилевич. 30 липня 2015 року сквер, де стоїть пам'ятник, перейменували на Сквер імені Руської Трійці. В Івано-Франківську є також вулиця Івана Вагилевича.